# Seniorengymnastik
Die Seniorengymnastik, auch Altengymnastik genannt, ist eine eigenständige Bewegungsform des Sports, die die Altersveränderungen des Menschen berücksichtigt.

## Konzept
In der Regel wird die Seniorengymnastik von anerkannten Gymnastiklehrern in Gruppen durchgeführt, wobei die Teilnehmer im  allgemeinen mindestens das 60. Lebensjahr erreicht haben sollten. Entsprechend dosiert und ausgewählt kann dieses Bewegungsangebot bis ins hohe Alter und auch bei Behinderungen in Anspruch genommen werden. Ihre Übungen schulen vor allem die natürlichen Bewegungen und sind im Wesentlichen der allgemeinen Gymnastik entnommen.
So können Lockerungs-, Dehn- und Kräftigungsübungen die Elastizität des Bewegungsapparates trainieren. Übungen gegen Haltungsschwäche werden notwendig, und Koordinations-, Reaktions-, Geh- und Gleichgewichtsübungen erhalten die Sicherheit der Motorik, um vor Ungeschicklichkeiten und Unfällen zu bewahren. Aber auch die  Förderung von Flexibilität sowie Übungen, die das Gehirn trainieren gehören zum Programm jeder Übungsstunde.
Die Seniorengymnastik ist keine Krankengymnastik, sondern eine Maßnahme zur Vorbeugung gegen Krankheiten (Prävention). Sie hilft, die körperliche und geistige Mobilität zu erhalten oder zu verbessern und weitgehend Pflegebedürftigkeit zu vermeiden. In Einzelfällen, z. B. nach Erkrankung oder bei Alterskrankheiten, ist die Einwilligung des Hausarztes erwünscht. Dagegen wird die Krankengymnastik, vom Arzt verordnet, eine therapeutische Maßnahme, von medizinisch ausgebildeten Physiotherapeuten ausgeführt.

## Geschichte
Ende der 1960er Jahre ist die „Altengymnastik“ von Irmtraud Klages, Sportlehrerin und ehrenamtlichen Mitarbeiterin im DRK-Kreisverband Lörrach, entwickelt worden. Zusammen mit dem Bundesverband des Deutschen Roten Kreuzes wurde ein Curriculum erstellt, danach wurden 1972 die ersten Übungsleiterinnen für Seniorengymnastik ausgebildet.
Mit diesem Angebot sollten die persönlichen Ressourcen der älteren Menschen gestärkt werden.
1974 kamen die Wassergymnastik und 1977 das „Gesellige Tanzen“ zu den Bewegungsprogrammen des DRK.
Diese Angebote werden fortlaufend weiterentwickelt.